# Quarante-huitième district congressionnel de Californie
Le 48e district congressionnel de Californie est est un district de l'État américain de Californie qui couvre East County, San Diego ainsi que la Vallée de Temecula. Les principales villes du district comprennent Temecula, Murrieta et des parties d'Escondido. Il est actuellement représenté par le Républicain Darrell Issa.
De 2013 à 2023, le district comprenait Costa Mesa, Emerald Bay, Fountain Valley, Huntington Beach, Laguna Beach, Laguna Niguel, Newport Beach, Seal Beach, Sunset Beach et des parties de Garden Grove, Midway City, Aliso Viejo, Santa Ana et Westminster. C'était un scrutin très compétitif et récemment remporté par chacun des deux principaux partis. Lors des élections législatives de 2018, le Démocrate Harley Rouda est devenue le Représentant du district, battant la Républicaine sortante Dana Rohrabacher. Rouda a ensuite été battue par la Républicaine Michelle Steel aux élections de 2020.
De 2003 à 2013, le district comprenait les villes d'Aliso Viejo, Dana Point, Irvine, Laguna Beach, Laguna Hills, Laguna Niguel, Laguna Woods, Lake Forest (anciennement connu sous le nom d'El Toro), Tustin, des parties d'Irvine et des parties de Newport. Plage et San Juan Capistrano.

## Démographie
Selon les outils de profil des électeurs de l'APM Research Lab (avec l'enquête sur la communauté américaine de 2019 du Bureau du recensement des États-Unis), le district comptait environ 514 000 électeurs potentiels (citoyens, âgés de 18 ans et plus). Parmi eux, 61 % sont blancs, 19 % asiatiques et 16 % latinos. Les immigrés représentent 21% des électeurs potentiels du district. Le revenu médian des ménages (avec un ou plusieurs électeurs potentiels) dans le district est d'environ 102 800 $. En ce qui concerne le niveau d'instruction des électeurs potentiels de la circonscription, 44 % détiennent un baccalauréat ou un diplôme supérieur.

## Géographie
| #  | Comté     | Siège     | Population |
| -- | --------- | --------- | ---------- |
| 65 | Riverside | Riverside | 2 492 442  |
| 73 | San Diego | San Diego | 3 269 973  |

À partir du redécoupage de 2020, le 48e district congressionnel de la Californie est situé en Californie du Sud. Le district englobe certaines des régions de l'East County et le Mountain Empire du Comté de San Diego, ainsi qu'une partie du sud-ouest du Comté de Riverside.
Le Comté de San Diego est divisé entre ce district, le 49e district, le 50e district, le 51e district et le 52e district. Les 48e et 49e districts sont divisés par Gavilan Mountain Rd, Sandia Creek Dr, De Luz Rd, Marine Corps Base Pendleton, Sleeping Indian Rd, Tumbleweed Ln, Del Valle Dr, Highland Oak St, Olive Hill Rd, Via Puerta del Sol, N River Rd, Highway 76, Old River Rd, et Little Gopher Canyon Rd.
Les 48e et 50e sont divisés par Gopher Canyon Rd, Escondido Freeway, Mountain Meadow Rd, Hidden Meadows, Reidy Cyn, N Broadway, Cougar Pass Rd, Adagio Way, Calle Ricardo, Tatas Place, Rue Montreux, Jesmond Dene Rd, Ivy Dell Ln, N Centre City Parkway, Highway 15, Richland Rd, Vista Canal, Woodland Parkway, W El Norte Parkway, Bennett Ave, Elser Ln, Nordahl Rd, Calavo Dr, Deodar Rd, Highway 78, Barham Dr, 2315-2339 Meyers Ave, Hill Valley Dr, County Club Dr, Auto Park Way, Highway 56, N Centre City Parkway, W Valley Parkway, N Juniper St, Highway 78, N Hickory St, E Mission Ave, Martin Dr, E Lincoln Ave, N Ash St, E Grand Ave, Bear Valley Parkway, Old Guerjito Rd, San Pasqual Battlefield State Historic Park, San Pasqual Trails Openspace, San Dieguito River Park, Bandy Canyon Rd, Santa Maria Creek, Highland Valley Rd, West Ridge Trail, Palmer Dr/Summerfield Ln, Pomerado Rd, and Carmel Mountain Ranch Openspace.
Les 48e et 51e sont divisées par Sabre Springs Openspace, Scripps Miramar Openspace, Beeler Canyon Rd, Sycamore Canyon Openspace, Weston Rd, Boulder Vis, Mast Blvd, West Hills Parkway, San Diego River, Highway 52, Simeon Dr, Mission Trails Openspace, Fanita Dr, Farmington Dr, Lund St, Nielsen St, Paseo de Los Castillos, Gillespie Air Field, Kenney St, San Vicente Freeway, Airport Dr, Wing Ave, W Bradley Ave, Vernon Way, Hart Dr, Greenfield Dr, E Bradley Ave, 830 Adele St-1789 N Mollison Ave, Peppervilla Dr/N Mollison Ave, Pepper Dr, Greta St/Cajon Greens Dr, N Mollison Ave/Buckey Dr, Denver Ln, Broadway Channel, N 2nd St, Flamingo Ave/Greenfield Dr, Dawnridge Ave/Cresthill Rd, Groveland Ter/Camillo Way, Sterling Dr, Kumeyaay Highway, E Madison Ave, Granite Hills Dr, E Lexington Ave, Dehesa Rd, Vista del Valle Blvd, Merritt Ter, E Washington Ave, Merritt Dr, Dewitt Ct, Emerald Heights Rd, Foote Path Way, Highway 8, Lemon Ave, Lake Helix Dr, La Cruz Dr, Carmichael Dr, Bancroft Dr, Campo Rd, et Sweetwater River.
Les 48e et 52e districts sont divisés par San Miguel Rd, Proctor Valley Rd, Camino Mojave/Jonel Way, Highway 125, Upper Otay Reservoir, Otay Lakes Rd, Otay Valley Regional Park, Alta Rd, et Otay Mountain Truck Trail. Le 48e district comprend les villes de Santee, Poway et le nord d'Escondido, ainsi que les census-designated places de Ramona, Rancho San Diego, Winter Gardens, Bostonia, Alpine, Campo, Hidden Meadows, Fallbrook, Valley Center, Bonsall, Rainbow, Pala, Borrego Springs, Julian, San Diego Country Estates, Eucalyptus Hills, Lakside, Granite Hills, Jamul, Casa de Oro-Mount Helix, Crest, Harbison Canyon, Descenso, Pine Valley, Mount Laguna, Portero, Boulevard et Jacumba.
Le Comté de Riverside est divisé entre ce district et le 41e district. Ils sont séparés par Ortega Highway, Tenaja Truck Trail, NF-7506, Tenaja, San Mateo Creek, Los Alamos Rd, Und 233, S Main Dv, Wildomar, Grand Ave, Rancho Mirlo Dr, Copper Canyon Park, 42174 Kimberly Way-35817 Darcy Pl, Escondido Expressway, Scott Rd, 33477 Little Reb Pl-33516 Pittman Ln, Keller Rd, Menifee Rd, Clinton Keith Rd, Max Gilliss Blvd, Highway 79, Borel Rd, Lake Skinner, Warren Rd, Summitville St, Indian Knoll Rd, E Benton Rd, Rancho California Rd, Overhill Rd, Green Meadow Rd, Crossover Rd, Exa-Ely Rd, Denise Rd, Wiley Rd, Powerline Rd, Wilson Valley Rd, Wilson Creek, Reed Valley Rd, Centennial St, Beaver Ave, and Lake Vista Dr. Le 48e district comprend les villes de Temecula et Murrieta et les census-designated places de Aguanga et Lake Riverside.

### Villes et census-designated places de 10 000 personnes ou plus
- Escondido - 151 038
- Murrieta - 113 783
- Temecula - 111 752
- Santee - 60 037
- Poway - 48 841
- Fallbrook - 32 267
- Winter Gardens - 22 380
- Rancho San Diego - 21 858
- Ramona - 21 468
- Lakeside - 21 152
- Casa de Oro-Mount Helix - 19 576
- Bostonia - 16 882
- Alpine - 14 696
- San Diego Country Estates - 10 395
- Valley Center - 10 087

### de 2500 à 10 000 personnes
- Jamul - 6179
- Ucalyptus Hills - 5517
- Bonsall - 4546
- Hidden Meadows - 4484
- Harbison Canyon - 4048
- Granite Hills - 3267
- Borrego Springs - 3073
- Campo - 2955
- Crest - 2828

## Historique de vote
| Année | Poste                                    | Résultats                      |
| ----- | ---------------------------------------- | ------------------------------ |
| 1992  | Président                                | Bush 44,1 % - 29,1 %           |
| 1992  | Sénateur                                 | Herschensohn 58,2 % - 32,1 %   |
| 1992  | Sénateur (Spéciale)                      | Seymour 51,9 % - 38,4 %        |
| 1994  | Gouverneur                               | Wilson 71,8 % - 24,1 %         |
| 1994  | Sénateur                                 | Huffington 61,1 % - 29,9 %     |
| 1996  | Président                                | Dole 55,5 % - 33,8 %           |
| 1998  | Gouverneur                               | Lungren 56,5 % - 40,1 %        |
| 1998  | Sénateur                                 | Fong 59,6 % - 36,3 %           |
| 2000  | Président                                | Bush 60,4 % - 35,7 %           |
| 2000  | Sénateur                                 | Campbell 53,1 % - 39,2 %       |
| 2002  | Gouverneur                               | Simon 59,4 % - 32,8 %          |
| 2003  | Rappel,                                  | Oui 72,9 % - 27,1 %            |
| 2003  | Rappel,                                  | Schwarzenegger 65,2 % - 16,3 % |
| 2004  | Président                                | Bush 58,3 % - 40,4 %           |
| 2004  | Sénateur                                 | Jones 51,4 % - 43,7 %          |
| 2006  | Gouverneur                               | Schwarzenegger 71,5 % - 24,0 % |
| 2006  | Sénateur                                 | Mountjoy 49,7 % - 45,5 %       |
| 2008  | Président                                | Obama 49,3 % - 48,6 %          |
| 2010  | Gouverneur                               | Whitman 58,7 % - 36,4 %        |
| 2010  | Sénateur                                 | Fiorina 59,3 % - 36,3 %        |
| 2012  | Président                                | Romney 54,7 % - 43,0 %         |
| 2012  | Sénateur                                 | Emken 55,1 % - 44,9 %          |
| 2014  | Gouverneur                               | Kashkari 57,6 % - 42,4 %       |
| 2016  | Président                                | Clinton 47,9 % - 46,2 %        |
| 2016  | Sénateur                                 | Harris 56,4 % - 43,6 %         |
| 2018  | Gouverneur                               | Cox 52,1 % - 47,9 %            |
| 2018  | Sénateur                                 | Feinstein 51,1 % – 48,9 %      |
| 2018  | Lieutenant-Gouverneur                    | Kounalakis 56,8 % - 43,2 %     |
| 2018  | Secrétaire d'État                        | Meuser 50,7 % - 49,3 %         |
| 2018  | Contrôleur                               | Feinstein 50,2 % - 49,8 %      |
| 2018  | Trésorier                                | Conlon 51,0 % – 49,0 %         |
| 2018  | Ministre de la Justice                   | Bailey 51,1 % - 48,9 %         |
| 2018  | Commissaire aux Assurances               | Poizner 61,2 % - 38,8 %        |
| 2018  | State Board of Equalization, 4e district | Anderson 54,4 % - 45,6 %       |
| 2020  | Président                                | Biden 49,7 % - 48,2 %          |
| 2021  | Rappel                                   | Oui 52,2 % - 47,8 %            |
| 2022  | Gouverneur                               | Dahle 61,9 % - 38,1 %          |
| 2022  | Sénateur                                 | Meuser 60,2 % - 39,8 %         |
| 2022  | Sénateur (Spéciale)                      | Meuser 60,3 % - 39,7 %         |

## Liste des Représentants du district
| Membre                          | Parti       | Années                           | Congrès     | Histoire électorale | Zone géographique                                                     |
| ------------------------------- | ----------- | -------------------------------- | ----------- | --- | --------------------------------------------------------------------- |
| District créé le 3 janvier 1993 |             |                                  |             | |                                                                       |
| Ron Packard (en)                | Républicain | 3 janvier 1993 - 3 janvier 2001  | 103e - 106e | Redécoupage depuis le 43e district et réélu en 1992. Réélu en 1994. Réélu en 1996. Réélu en 1998. Retrait.                                                                  | 1993–2003 Orange, Riverside (Temecula), San Diego (Partie Nord-Ouest) |
| Darrell Issa                    | Républicain | 3 janvier 2001 - 3 janvier 2003  | 107e        | Élu en 2000. Redécoupage vers le 49e district. | 1993–2003 Orange, Riverside (Temecula), San Diego (Partie Nord-Ouest) |
| Christopher Cox                 | Republican  | 3 janvier 2003 - 2 août 2005     | 108e - 109e | Redécoupage depuis le 47e district et réélu en 2002. Réélu en 2004. Démissionne lorsqu'il devient Président de la Commission de la Sécurité et des Échanges des États-Unis. | 2003–2013 Orange (Centre/Sud)                                         |
| Vacant                          | Vacant      | 2 août 2005 - 7 décembre 2005    | 109e        | | 2003–2013 Orange (Centre/Sud)                                         |
| John B.T. Campbell III (en)     | Républicain | 7 décembre 2005 - 3 janvier 2013 | 109e - 112e | Élu pour terminer le mandat de Cox. Réélu en 2006. Réélu en 2008. Réélu en 2010. Redécoupage vers le 45e district.                                                          | 2003–2013 Orange (Centre/Sud)                                         |
| Dana Rohrabacher                | Républicain | 3 janvier 2013 - 3 janvier 2019  | 113e - 115e | Redécoupage depuis le 46e district et réélu en 2012. Réélu en 2014. Réélu en 2016. Perds sa réélection.                                                                     | 2013–Présent Orange (Partie côtière, Huntington Beach)                |
| Harley Rouda                    | Démocrate   | 3 janvier 2019 - 3 janvier 2021  | 116e        | Élu en 2018. Perd sa réélection. | 2013–Présent Orange (Partie côtière, Huntington Beach)                |
| Michelle Steel                  | Républicain | 3 janvier 2021 - 3 janvier 2023  | 117e        | Élue en 2020 Redécoupage vers le 45e district. | 2013–Présent Orange (Partie côtière, Huntington Beach)                |
| Darrell Issa                    | Républicain | 3 janvier 2023 - en cours        | 118e - 119e | Redécoupage depuis le 50e district et réélu en 2022. Réélu en 2024. | 2023–en cours: Parties centrales et orientales du comté de San Diego. |

## Résultats des récentes élections
Voici les résultats des dix précédents cycles électoraux dans le district.

### 2004
| Élection de 2004 du 48e district congressionnel de Californie | Élection de 2004 du 48e district congressionnel de Californie | Élection de 2004 du 48e district congressionnel de Californie | Élection de 2004 du 48e district congressionnel de Californie | Élection de 2004 du 48e district congressionnel de Californie |
| ------------------------------------------------------------- | ------------------------------------------------------------- | ------------------------------------------------------------- | ------------------------------------------------------------- | ------------------------------------------------------------- |
| Parti                                                         | Parti                                                         | Candidat                                                      | Votes                                                         | %                                                             |
|                                                               | Républicain                                                   | Christopher Cox (sortant)                                     | 189 004                                                       | 65,0                                                          |
|                                                               | Démocrate                                                     | John Graham                                                   | 93 525                                                        | 32,2                                                          |
|                                                               | Libertarien                                                   | Bruce Cohen                                                   | 8343                                                          | 2,8                                                           |
| Total des votes                                               | Total des votes                                               | Total des votes                                               | 290 872                                                       | 100%                                                          |
|                                                               | Les Républicains conservent                                   |                                                               |                                                               |                                                               |

### 2005
| Élection Spéciale de 2005 du 48e district congressionnel de Californie | Élection Spéciale de 2005 du 48e district congressionnel de Californie | Élection Spéciale de 2005 du 48e district congressionnel de Californie | Élection Spéciale de 2005 du 48e district congressionnel de Californie | Élection Spéciale de 2005 du 48e district congressionnel de Californie |
| ---------------------------------------------------------------------- | ---------------------------------------------------------------------- | ---------------------------------------------------------------------- | ---------------------------------------------------------------------- | ---------------------------------------------------------------------- |
| Parti                                                                  | Parti                                                                  | Candidat                                                               | Votes                                                                  | %                                                                      |
|                                                                        | Républicain                                                            | John B.T. Campbell III (en)                                            | 46 184                                                                 | 44,4                                                                   |
|                                                                        | Démocrate                                                              | Steve Young                                                            | 28 853                                                                 | 27,8                                                                   |
|                                                                        | American Independent                                                   | Jim Gilchrist                                                          | 26 507                                                                 | 25,5                                                                   |
|                                                                        | Vert                                                                   | Bea Tiritilli                                                          | 1430                                                                   | 1,4                                                                    |
|                                                                        | Libertarien                                                            | Bruce Cohen                                                            | 974                                                                    | 0,9                                                                    |
| Total des votes                                                        | Total des votes                                                        | Total des votes                                                        | 290 872                                                                | 100%                                                                   |
|                                                                        | Les Républicains conservent                                            |                                                                        |                                                                        |                                                                        |

### 2006
| Élection de 2006 du 48e district congressionnel de Californie | Élection de 2006 du 48e district congressionnel de Californie | Élection de 2006 du 48e district congressionnel de Californie | Élection de 2006 du 48e district congressionnel de Californie | Élection de 2006 du 48e district congressionnel de Californie |
| ------------------------------------------------------------- | ------------------------------------------------------------- | ------------------------------------------------------------- | ------------------------------------------------------------- | ------------------------------------------------------------- |
| Parti                                                         | Parti                                                         | Candidat                                                      | Votes                                                         | %                                                             |
|                                                               | Républicain                                                   | John B.T. Campbell III (en) (sortant)                         | 120 130                                                       | 59,9                                                          |
|                                                               | Démocrate                                                     | Steve Young                                                   | 74 647                                                        | 37,2                                                          |
|                                                               | Libertarien                                                   | Bruce Cohen                                                   | 5750                                                          | 2,9                                                           |
| Total des votes                                               | Total des votes                                               | Total des votes                                               | 200 527                                                       | 100%                                                          |
|                                                               | Les Républicains conservent                                   |                                                               |                                                               |                                                               |

### 2008
| Élection de 2008 du 48e district congressionnel de Californie | Élection de 2008 du 48e district congressionnel de Californie | Élection de 2008 du 48e district congressionnel de Californie | Élection de 2008 du 48e district congressionnel de Californie | Élection de 2008 du 48e district congressionnel de Californie |
| ------------------------------------------------------------- | ------------------------------------------------------------- | ------------------------------------------------------------- | ------------------------------------------------------------- | ------------------------------------------------------------- |
| Parti                                                         | Parti                                                         | Candidat                                                      | Votes                                                         | %                                                             |
|                                                               | Républicain                                                   | John B.T. Campbell III (en) (sortant)                         | 171 658                                                       | 55,7                                                          |
|                                                               | Démocrate                                                     | Steve Young                                                   | 125 537                                                       | 40,6                                                          |
|                                                               | Libertarien                                                   | Don Patterson                                                 | 11 507                                                        | 3,7                                                           |
| Total des votes                                               | Total des votes                                               | Total des votes                                               | 308 702                                                       | 100%                                                          |
|                                                               | Les Républicains conservent                                   |                                                               |                                                               |                                                               |

### 2010
| Élection de 2010 du 48e district congressionnel de Californie | Élection de 2010 du 48e district congressionnel de Californie | Élection de 2010 du 48e district congressionnel de Californie | Élection de 2010 du 48e district congressionnel de Californie | Élection de 2010 du 48e district congressionnel de Californie |
| ------------------------------------------------------------- | ------------------------------------------------------------- | ------------------------------------------------------------- | ------------------------------------------------------------- | ------------------------------------------------------------- |
| Parti                                                         | Parti                                                         | Candidat                                                      | Votes                                                         | %                                                             |
|                                                               | Républicain                                                   | John B.T. Campbell III (en) (sortant)                         | 145 481                                                       | 60,0                                                          |
|                                                               | Démocrate                                                     | Beth Krom                                                     | 88 465                                                        | 36,4                                                          |
|                                                               | Libertarien                                                   | Mike Binkley                                                  | 8773                                                          | 3,6                                                           |
| Total des votes                                               | Total des votes                                               | Total des votes                                               | 242 719                                                       | 100%                                                          |
|                                                               | Les Républicains conservent                                   |                                                               |                                                               |                                                               |

### 2012
| Élection de 2012 du 48e district congressionnel de Californie | Élection de 2012 du 48e district congressionnel de Californie | Élection de 2012 du 48e district congressionnel de Californie | Élection de 2012 du 48e district congressionnel de Californie | Élection de 2012 du 48e district congressionnel de Californie |
| ------------------------------------------------------------- | ------------------------------------------------------------- | ------------------------------------------------------------- | ------------------------------------------------------------- | ------------------------------------------------------------- |
| Parti                                                         | Parti                                                         | Candidat                                                      | Votes                                                         | %                                                             |
|                                                               | Républicain                                                   | Dana Rohrabacher (sortant)                                    | 177 144                                                       | 61,0                                                          |
|                                                               | Démocrate                                                     | Ron Varasteh                                                  | 113 358                                                       | 39,0                                                          |
| Total des votes                                               | Total des votes                                               | Total des votes                                               | 290 502                                                       | 100%                                                          |
|                                                               | Les Républicains conservent                                   |                                                               |                                                               |                                                               |

### 2014
| Élection de 2014 du 48e district congressionnel de Californie | Élection de 2014 du 48e district congressionnel de Californie | Élection de 2014 du 48e district congressionnel de Californie | Élection de 2014 du 48e district congressionnel de Californie | Élection de 2014 du 48e district congressionnel de Californie |
| ------------------------------------------------------------- | ------------------------------------------------------------- | ------------------------------------------------------------- | ------------------------------------------------------------- | ------------------------------------------------------------- |
| Parti                                                         | Parti                                                         | Candidat                                                      | Votes                                                         | %                                                             |
|                                                               | Républicain                                                   | Dana Rohrabacher (sortant)                                    | 112 082                                                       | 64,1                                                          |
|                                                               | Démocrate                                                     | Suzanne Jayce Savary                                          | 62 713                                                        | 35,9                                                          |
| Total des votes                                               | Total des votes                                               | Total des votes                                               | 174 795                                                       | 100%                                                          |
|                                                               | Les Républicains conservent                                   |                                                               |                                                               |                                                               |

### 2016
| Élection de 2016 du 48e district congressionnel de Californie | Élection de 2016 du 48e district congressionnel de Californie | Élection de 2016 du 48e district congressionnel de Californie | Élection de 2016 du 48e district congressionnel de Californie | Élection de 2016 du 48e district congressionnel de Californie |
| ------------------------------------------------------------- | ------------------------------------------------------------- | ------------------------------------------------------------- | ------------------------------------------------------------- | ------------------------------------------------------------- |
| Parti                                                         | Parti                                                         | Candidat                                                      | Votes                                                         | %                                                             |
|                                                               | Républicain                                                   | Dana Rohrabacher (sortant)                                    | 178 701                                                       | 58,3                                                          |
|                                                               | Démocrate                                                     | Suzanne Joyce Savary                                          | 127 715                                                       | 41,7                                                          |
| Total des votes                                               | Total des votes                                               | Total des votes                                               | 306 416                                                       | 100%                                                          |
|                                                               | Les Républicains conservent                                   |                                                               |                                                               |                                                               |

### 2018
| Élection de 2018 du 48e district congressionnel de Californie | Élection de 2018 du 48e district congressionnel de Californie | Élection de 2018 du 48e district congressionnel de Californie | Élection de 2018 du 48e district congressionnel de Californie | Élection de 2018 du 48e district congressionnel de Californie |
| ------------------------------------------------------------- | ------------------------------------------------------------- | ------------------------------------------------------------- | ------------------------------------------------------------- | ------------------------------------------------------------- |
| Parti                                                         | Parti                                                         | Candidat                                                      | Votes                                                         | %                                                             |
|                                                               | Démocrate                                                     | Harley Rouda                                                  | 157 837                                                       | 53,6                                                          |
|                                                               | Républicain                                                   | Dana Rohrabacher (sortant)                                    | 136 899                                                       | 46,4                                                          |
| Total des votes                                               | Total des votes                                               | Total des votes                                               | 394 736                                                       | 100%                                                          |
|                                                               | Les Démocrates prennent aux Républicains                      |                                                               |                                                               |                                                               |

### 2020
| Élection de 2020 du 48e district congressionnel de Californie | Élection de 2020 du 48e district congressionnel de Californie | Élection de 2020 du 48e district congressionnel de Californie | Élection de 2020 du 48e district congressionnel de Californie | Élection de 2020 du 48e district congressionnel de Californie |
| ------------------------------------------------------------- | ------------------------------------------------------------- | ------------------------------------------------------------- | ------------------------------------------------------------- | ------------------------------------------------------------- |
| Parti                                                         | Parti                                                         | Candidat                                                      | Votes                                                         | %                                                             |
|                                                               | Républicain                                                   | Michelle Steel                                                | 201 738                                                       | 51,1                                                          |
|                                                               | Démocrate                                                     | Harley Rouda (sortant)                                        | 193 362                                                       | 48,9                                                          |
| Total des votes                                               | Total des votes                                               | Total des votes                                               | 395 100                                                       | 100%                                                          |
|                                                               | Les Républicains prennent aux Démocrates                      |                                                               |                                                               |                                                               |

### 2022
La Californie a tenu sa Primaire Jungle le 7 juin 2022, selon ce système de Primaire, tous les candidats sont sur le même bulletin de vote, et les deux arrivés en tête s'affronteront le jour de l'Élection Générale, à savoir le 8 novembre 2022.
| Primaire Jungle de 2022 du 48e district congressionnel de Californie | Primaire Jungle de 2022 du 48e district congressionnel de Californie | Primaire Jungle de 2022 du 48e district congressionnel de Californie | Primaire Jungle de 2022 du 48e district congressionnel de Californie | Primaire Jungle de 2022 du 48e district congressionnel de Californie |
| -------------------------------------------------------------------- | -------------------------------------------------------------------- | -------------------------------------------------------------------- | -------------------------------------------------------------------- | -------------------------------------------------------------------- |
| Parti                                                                | Parti                                                                | Candidat                                                             | Votes                                                                | %                                                                    |
|                                                                      | Républicain                                                          | Darrell Issa                                                         | 101 280                                                              | 61,5                                                                 |
|                                                                      | Démocrate                                                            | Stephen Houlahan                                                     | 45 740                                                               | 27,8                                                                 |
|                                                                      | Démocrate                                                            | Matthew Rascon                                                       | 14 983                                                               | 9,1                                                                  |
|                                                                      | Indépendant                                                          | Lucinda Jahn                                                         | 2614                                                                 | 1,6                                                                  |

| Élection de 2022 du 48e district congressionnel de Californie | Élection de 2022 du 48e district congressionnel de Californie | Élection de 2022 du 48e district congressionnel de Californie | Élection de 2022 du 48e district congressionnel de Californie | Élection de 2022 du 48e district congressionnel de Californie |
| ------------------------------------------------------------- | ------------------------------------------------------------- | ------------------------------------------------------------- | ------------------------------------------------------------- | ------------------------------------------------------------- |
| Parti                                                         | Parti                                                         | Candidat                                                      | Votes                                                         | %                                                             |
|                                                               | Républicain                                                   | Darrell Issa                                                  | 155 171                                                       | 60,4                                                          |
|                                                               | Démocrate                                                     | Stephen Houlahan                                              | 101 900                                                       | 39,6                                                          |
| Total des votes                                               | Total des votes                                               | Total des votes                                               | 257 071                                                       | 100%                                                          |
|                                                               | Les Républicains conservent                                   |                                                               |                                                               |                                                               |

### 2024
La Californie a tenu sa Primaire Jungle le 5 mars 2024, selon ce système de Primaire, tous les candidats sont sur le même bulletin de vote, et les deux arrivés en tête s'affronteront le jour de l'Élection Générale, à savoir le 5 novembre 2024.
| Primaire Jungle 2024 du 48e district congressionnel de Californie | Primaire Jungle 2024 du 48e district congressionnel de Californie | Primaire Jungle 2024 du 48e district congressionnel de Californie | Primaire Jungle 2024 du 48e district congressionnel de Californie | Primaire Jungle 2024 du 48e district congressionnel de Californie |
| ----------------------------------------------------------------- | ----------------------------------------------------------------- | ----------------------------------------------------------------- | ----------------------------------------------------------------- | ----------------------------------------------------------------- |
| Parti                                                             | Parti                                                             | Candidat                                                          | Votes                                                             | %                                                                 |
|                                                                   | Républicain                                                       | Darrell Issa (sortant)                                            | 111 510                                                           | 62,4                                                              |
|                                                                   | Démocrate                                                         | Stephen Houlahan                                                  | 26 601                                                            | 14,9                                                              |
|                                                                   | Démocrate                                                         | Whitney Shanahan                                                  | 21 819                                                            | 12,2                                                              |
|                                                                   | Démocrate                                                         | Mike Simon                                                        | 12 950                                                            | 7,2                                                               |
|                                                                   | Démocrate                                                         | Matthew Rascon                                                    | 3988                                                              | 2,2                                                               |
|                                                                   | Indépendant                                                       | Lucinda Jahn                                                      | 1959                                                              | 1,1                                                               |

| Élection de 2024 du 48e district congressionnel de Californie | Élection de 2024 du 48e district congressionnel de Californie | Élection de 2024 du 48e district congressionnel de Californie | Élection de 2024 du 48e district congressionnel de Californie | Élection de 2024 du 48e district congressionnel de Californie |
| ------------------------------------------------------------- | ------------------------------------------------------------- | ------------------------------------------------------------- | ------------------------------------------------------------- | ------------------------------------------------------------- |
| Parti                                                         | Parti                                                         | Candidat                                                      | Votes                                                         | %                                                             |
|                                                               | Républicain                                                   | Darrell Issa (sortant)                                        | 213 625                                                       | 59,3                                                          |
|                                                               | Démocrate                                                     | Stephen Houlahan                                              | 146 665                                                       | 40,7                                                          |
| Total des votes                                               | Total des votes                                               | Total des votes                                               | 360 290                                                       | 100%                                                          |
|                                                               | Les Républicains conservent                                   |                                                               |                                                               |                                                               |

## Frontières historique du district

### 2003 - 2013
De 2003 à 2013, le quartier comprenait de nombreuses banlieues du centre-sud d'Orange, notamment Irvine et Newport Beach.

### 2013 - 2023
En raison d'un redécoupage après le recensement américain de 2010, le district s'est déplacé vers le sud-est le long de la côte d'Orange et comprend désormais Laguna Beach et Huntington Beach.
Après le recensement des États-Unis de 2020, le district a été déplacé vers la partie intérieure du Comté de San Diego, comprenant Fallbrook, Murrieta, Temecula, Pauma Valley, Warner Springs, Borrego Springs, Santa Ysabel, Julian, Ramona, Poway, Santee, Lakeside, Descanso, Jamul, Dulzura, Alpine, Pine Valley, Campo, Jacumba Hot Springs, tous les Mountain Empire de San Diego, les réserves indiennes de San Diego et certaines parties du nord d'Escondido et l'est de La Mesa.